# Бернайс, Яков
Яков Бернайс (правильнее Якоб; 11 сентября 1824, Гамбург — 26 мая 1881, Бонн) — германский филолог-классик, философ и переводчик. Брат Михаэля Бернайса.

## Биография
Яков Бернайс родился в семье раввина Исаака Бернайса, в 1844—1848 годах изучал филологию и философию в Бонне, защитив докторскую диссертацию в 1848 году и почти сразу же после этого габилитировавшись. Поскольку он отказался переходить из иудаизма в христианство, ему не дали возможности получить профессуру в немецком государственном университете. В 1853 году он был назначен преподавателем классических древностей в недавно на тот момент основанной еврейской семинарии в Бреславле и вместе с тем читал лекции в Бреславльском университете. В 1866 году, когда законы относительно возможности работы евреев в государственных университетах в Пруссии были изменены, был приглашён в качестве экстраординарного профессора филологии в Бонн, где работал до конца жизни. 12 января 1865 года стал членом-корреспондентом Прусской Академии наук. 
Бернайс всю жизнь придерживался ортодоксального иудаизма; невозможность им получить профессуру из-за своего вероисповедания стала одной из тем обсуждения в прусском парламенте. Его научные интересы касались в первую очередь изучения древнегреческой философии, в особенности наследия Гераклита. 
Основные работы: издание Лукреция (Лейпциг, 1852); «Joseph Justus Scaliger» (Берлин, 1855); «Ueber das Phokylideische Gedicht» (Берлин, 1858); «Grundzüge der verlorenen Abhandlung des Aristoteles über Wirkung der Tragödie» (Бреславль, 1857); «Ueber die Chronik des Sulpicius Severus» (Берлин, 1861); «Die Dialoge des Aristoteles» (Берлин, 1863); «Theophrasto’s Schrift über Frömmigkeit» (Берл., 1866); «Die Heraklitischen Briefe» (Берлин, 1869); «Lucian und die Kyniker» (Берлин, 1879); «Zwei Abhandlungen über die Aristotelische Theorie des Drama» (Берлин, 1880). Кроме того, Бернайс перевёл первые три части «Политики» Аристотеля (Берлин, 1872) и приписываемый Филону трактат «О неуничтожаемости вселенной» (Берлин, 1876). Собрание его сочинений было издано Узенером (Берлин, 1885).
Его племянница Марта Бернайс была женой Зигмунда Фрейда.